# Viola langeana
Viola langeana é uma espécie de planta com flor pertencente à família Violaceae. 
A autoridade científica da espécie é Valentine, tendo sido publicada em Feddes Repert. 79: 57 (1968).

## Portugal
Trata-se de uma espécie presente no território português, nomeadamente em Portugal Continental.
Em termos de naturalidade é endémica da Península Ibérica.

## Protecção
Não se encontra protegida por legislação portuguesa ou da Comunidade Europeia.